# Orchestre philharmonique du Québec
L’Orchestre philharmonique du Québec (OPQ) est un orchestre basé à Saint-Bruno-de-Montarville au Québec. Anciennement nommé l'Orchestre symphonique de la Montérégie (OSMONT), puis l'Orchestre symphonique de Longueuil (OSDL), il est actuellement dirigé par Alexandre Da Costa et compte 52 musiciens,. Caroline Chéhadé est actuellement le premier violon de l’orchestre.

## Histoire
L'Orchestre philharmonique du Québec est fondé en 1986 par Jean-Pierre Brunet, trompettiste, premier directeur artistique et chef attitré de l’orchestre, puis par 3 autres musiciens : Nathalie Cadotte, Francis Ouellet et Gilles Plante. L'orchestre souhaite se distinguer des autres régions en Montérégie, notamment en s'identifiant à la Rive-sud de Montréal. Le 1er octobre 1986, l’orchestre porte le nom de l'Orchestre symphonique de la Montérégie (OSMONT). Un autre orchestre porte également le même nom en 1986.
Le 4 mai 1998, une première dans l'histoire de l'OSMONT, ce dernier présente un concert soulignant le 50e anniversaire de l'État d'Israël à l'hôtel Reine Élizabeth à Montréal. Les solistes invités sont Nathalie Choquette (soprano) et Ariel Shamai (violoniste). L'une des pièces au programme est le Concerto pour violon de Mendelssohn. Le premier ministre du Québec, Lucien Bouchard, ainsi que l'ambassadeur d'Israël sont présents pour l'évènement.
En novembre 2001, un orchestre de chambre est fondé.
Durant la saison culturelle 2003-2004, l'OSMONT bénéficie d'un partenariat avec la ville de Longueuil. Pour cette raison, ce dernier change de nom pour l'Orchestre symphonique de Longueuil (OSDL). Ce partenariat se poursuit pour au moins les 10 prochaines années et contribue au rayonnement de la ville de Longueuil.
Le 2 août 2007, l'OSDL donne un concert au parc régional de Longueuil regroupant 10 000 spectateurs venus célébrer l'anniversaire de la seigneurie de Longueuil, Charles Le Moyne.

### Direction artistique
Jean-Pierre Brunet dirige l'orchestre de 1986 à 1994. Bernard Miron, ancien président du bureau des gouverneurs de l'OSDL souligne qu'il a fait œuvre de pionnier : amener la naissance de l'orchestre.
Marc David est directeur artistique à l'OSDL de 1994 à 2019 et son passage comme chef attitré de l'orchestre donne à celui-ci une notoriété à l'échelle nationale. En octobre 2007, on lui décerne le prix Ville de Longueuil « hommage à un bâtisseur de la culture » au premier Gala de la culture de Longueuil. François Tousignant du journal Le Devoir commente un concert donné le 29 avril 2004 (La Bohème de Puccini) : « Marc David a donc réalisé un prodige, celui de nous faire vraiment croire, avec un minimum de moyens, à l'authenticité de cet opéra [...] La souplesse de sa baguette, l'art – du vrai art – de Marc David de tout garder à un niveau strictement musical en gommant tous les gros traits pour faire ressortir toute l'émotion par le souci du détail [...]. ». L'OSDL est un organisme régional et s'inscrit dans une démarche de démocratisation de la musique classique en Montérégie.
En 2019, l’arrivée d’Alexandre Da Costa à titre de directeur artistique introduit des changements à l'orchestre. 
Durant la pandémie, l'OSDL lance une série de concerts intitulés « Les Balcons symphoniques » pour rompre la solitude du confinement. Sous la direction d'Alexandre Da Costa, l'orchestre fait une tournée partout au Québec et joue dans les jardins ou dans les stationnements des différentes RPA et CHSLD. Pour le directeur artistique, cette expérience a permis de « [...] trimbaler [la] musique aux quatre coins du Québec, pour livrer une injection de lumière et de légèreté pendant ce moment plutôt obscur et lourd. »
En 2022, l'orchestre donne cinq concerts en Amérique du Sud, une première dans son histoire.
En 2023, le nom de l'organisation change pour l'Orchestre philharmonique du Québec (OPQ). Ce changement provoque plusieurs réactions dans le milieu de la musique classique au Québec. Le choix de changer l'identité de l'OSDL provient de la volonté d'élargir le public de l'orchestre en lui donnant une importance nationale et international. Alexandre Da Costa s'explique : « Ce nouveau nom rassembleur annonce nos rêves, nos ambitions, notre désir de partager avec vous beaucoup de musique. On veut rayonner ici comme ailleurs, ici au Québec, partout, et bien sûr dans notre agglomération de Longueuil, qui est notre résidence, dans le reste du pays et bien sûr à l'international. » . Cette opinion ne fait pas l'unanimité au sein des musiciens de l'orchestre et un total de 18 personnes donnent leur démission depuis l'arrivée d'Alexandre Da Costa. Certains critiquent ce changement d'identité, on affirme que ce choix compromet la mission d'origine de l'orchestre qui est de démocratiser la musique classique en Montérégie. 

## Discographie
À ce jour, l'OPQ a enregistré deux disques : Sous influence avec Bruno Pelletier et l'OSDL, et Je me souviens sous la direction d'Alexandre Da Costa.

## Directeurs musicaux
- Brunet, Jean-Pierre (1987-1994)
- David, Marc (1994-2019)
- Da Costa, Alexandre (2019-)

## Violons solos
- Nathalie Cadotte (1986-2004)
- Olivier Thouin (2007-2008)
- Caroline Chéhadé (2013-)

## Séries
- Série Jeunesse
- Grands Concerts
- Stradivarius
- Hors série